# Leslie Turnberg, Baron Turnberg

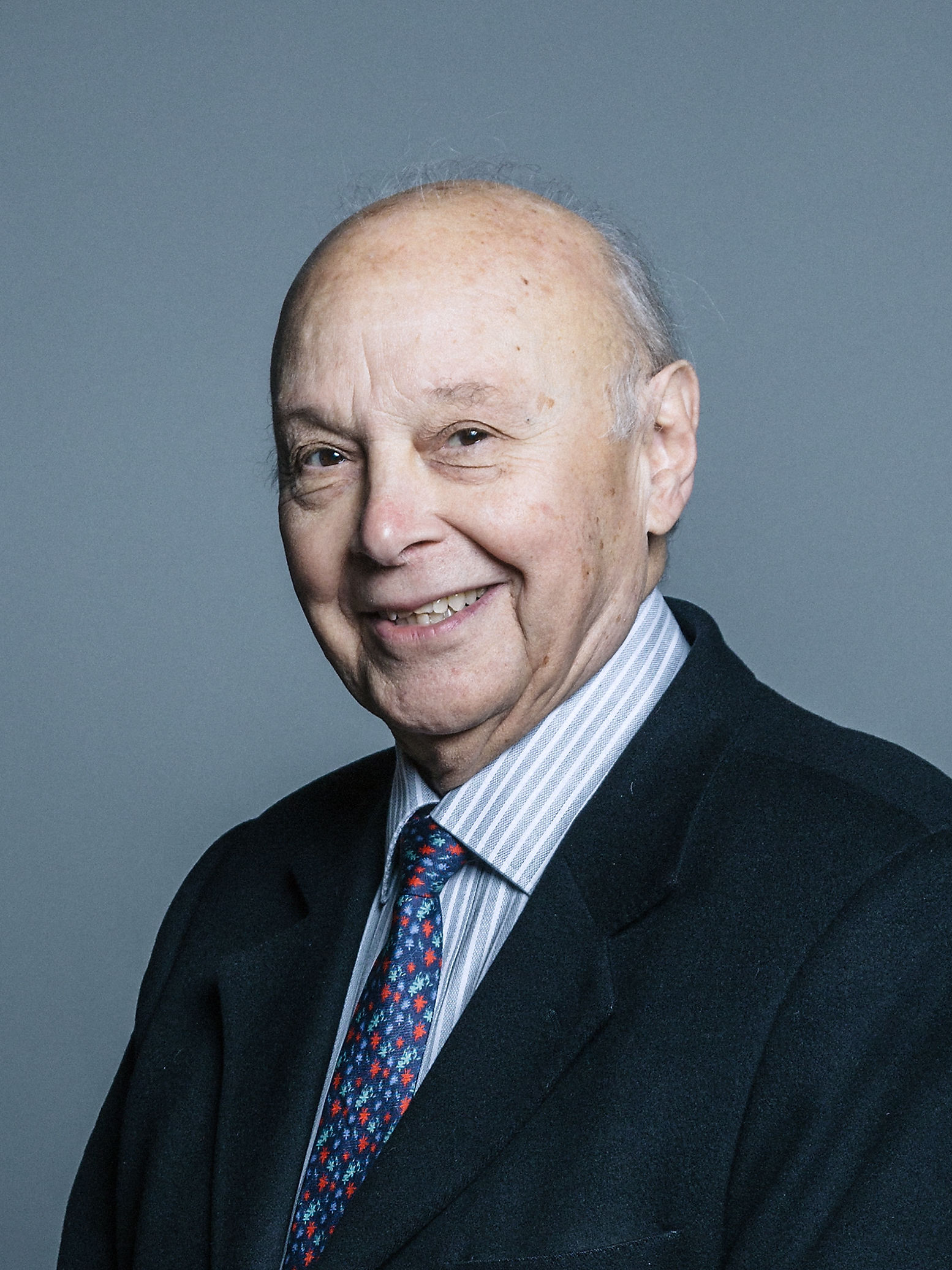
Leslie Turnberg, Baron Turnberg, vor 2019

Leslie Arnold Turnberg, Baron Turnberg Kt (* 22. März 1934) ist ein britischer Arzt, Hochschullehrer und Politiker der Labour Party, der zwischen 1992 und 1997 Präsident des Royal College of Physicians war und seit 2000 als Life Peer Mitglied des House of Lords ist.

## Leben

### Studium, Arzt und Hochschullehrer
Nach dem Schulbesuch absolvierte Turnberg ein Studium der Medizin und war danach zwischen 1973 und 1997 als Arzt für Gastroenterologie am Salford Royal, einem Krankenhaus in Salford, tätig. Zugleich nahm er 1973 den Ruf auf eine Professur für Medizin an der University of Manchester an und lehrte dort ebenfalls bis 1997.
Neben seinen Tätigkeiten als Arzt und Hochschullehrer engagierte sich Turnberg über viele Jahre auch in verschiedenen medizinischen und ärztlichen Institutionen und Organisationen und war unter anderem zwischen 1974 und 1981 erstmals Mitglied der Gesundheitsbehörde von Salford sowie von 1986 bis 1989 Mitglied der Gesundheitsbehörde der Region North West England. Nachdem er zwischen 1990 und 1992 erneut Mitglied der Gesundheitsbehörde von Salford war, fungierte er von 1992 bis 1997 als Nachfolger von Margaret Turner-Warwick als Präsident des Royal College of Surgeons.

### Ärztefunktionär und Oberhausmitglied
Daneben war Turnberg, der 1994 zum Knight Bachelor erhoben wurde, zwischen 1994 und 1996 Vorsitzender der Konferenz der Medizinischen Königlichen Colleges und war von 1996 bis 1998 auch Vorsitzender der Verwaltung für Fachärzteausbildung (Specialist Training Authority). Nach seiner Ablösung durch George Alberti als Präsident des Royal College of Surgeons 1997 wurde er zum einen Vorsitzender der Behörde für Labordienste des öffentlichen Gesundheitswesens sowie zum anderen Präsident des Medizinischen Rates gegen Alkoholismus und bekleidete beide Funktionen bis 2002.
Gleichzeitig war er zwischen 1997 und 2007 Präsident der Medical Protection Society (MPS) und ist zudem seit 1997 wissenschaftlicher Berater der Vereinigung der Medizinischen Forschungsorganisationen. 1998 wurde er außerdem Vizepräsident der neugegründeten Academy of Medical Sciences und bekleidete dieses Amt bis 2004. Des Weiteren war er zwischen 1999 und 2004 Präsident des Gesundheitsqualitätsdienstes (Health Quality Service) sowie von 1999 bis 2000 Präsident der britischen Gesellschaft für Gastroenterologie.
Am 4. Mai 2000 wurde er durch das Letters Patent zum Life Peer mit dem Titel Baron Turnberg, of Cheadle in the County of Cheshire, in den Adelsstand erhoben. Am 9. Mai 2000 erhielt er seine Einführung (Introduction) als Mitglied des House of Lords.
In der Folgezeit war er 2000 Präsident der Ärztevereinigung (Association of Physicians) sowie zwischen 2004 und 2007 Präsident des Nationalen Zentrums zur Vermeidung, Verringerung und Verbesserung der Nutzung von Tieren in der Forschung und zeitgleich Vorsitzender des Medizinischen Beratungsgremiums des Nationalen Gesundheitspflege.